# Rupununi (rijeka)
Rupununi je rijeka u Gvajani. Pritoka je rijeke Essequibo.